# Longue Marche 2
La Longue Marche 2, également appelée Chang Zheng 2 (abrégé en CZ-2 ou LM-2, en chinois : «长征二号系列火箭») est à la fois une famille de lanceurs spatiaux appartenant à la série des Longue Marche et un lanceur de cette même famille, développé par la république populaire de Chine dans les années 1970 à partir du missile balistique intercontinental Dong Feng 5. Le premier lancement remonte à 1975, date à laquelle le lanceur devient le deuxième du pays, après la Longue Marche 1. Durant ses premières années de vol, elle est exploitée en parallèle du lanceur Tempête 1 pour des raisons politiques, et sert à l'envoi des satellites d'observation FSW. Plusieurs versions améliorées verront le jour, avec tout d'abord la CZ-2C, destinée originellement à l'envoi du vaisseau habité Shuguang, puis qui se contentera de l'envoi de satellites ordinaires. La CZ-2D est une Longue Marche 4 dépourvue de troisième étage, et fut initialement développée pour le lancement de la nouvelle génération, plus lourde, de satellites FSW.
Dans les années 1990, la Chine inaugurera la Longue Marche 2E, le premier lanceur lourd du pays, qui sert à effectuer des vols commerciaux en attendant l'arrivée de la future Longue Marche 3B. Les échecs sont nombreux, et le lanceur est retiré du service dès l'arrivée de cette dernière. Elle sera ensuite améliorée et modifiée pour donner naissance à la Longue Marche 2F, le premier lanceur habité du pays, chargé d'emporter le vaisseau Shenzhou en orbite. Yang Liwei, premier taïkonaute, décollera en 2003 à bord de Shenzhou 5. Dans les années 2010, une version du lanceur équipée d'une coiffe emportera les premières stations spatiales du pays, Tiangong 1 et Tiangong 2. À l'avenir, le lanceur devrait emporter les missions Shenzhou vers la future station chinoise.

## Versions

### Longue Marche 2A
Le lanceur Longue Marche 2 est développé à partir du missile balistique intercontinental Dong Feng 5. Comme celui-ci, il comporte deux étages propulsés par des moteurs-fusées consommant un mélange d'ergols stockables peroxyde d'azote et UDMH. Il est développé par le CALT à Pékin pour permettre la mise en orbite du satellite d'observation et de reconnaissance FSW. Le premier vol du lanceur, qui a lieu le 5 novembre 1974, est un échec : la fusée explose 20 secondes après le décollage : un câble du gyroscope se serait déconnecté. Le vol suivant parvient à placer en orbite le satellite FSW-0 1 le 26 novembre 1975. Le lanceur placera deux autres satellites FSW avant d'être remplacé par la version 2-C.
La Chine traverse à l'époque de la construction du lanceur une période très troublée dominée par la révolution culturelle. Jiang Qing, femme de Mao Zedong et personnage tout puissant, parvient à imposer contre toute logique la construction d'un deuxième lanceur, baptisé Feng Bao 1, partageant les mêmes caractéristiques par le SAST à Shanghai, son fief politique. Ce lanceur sera abandonné après la chute de Jiang Qing.

### Longue Marche 2C
La version 2C est une version légèrement améliorée qui porte sa charge utile à 2,5 tonnes (altitude de 200 km). Elle est introduite en 1982 et il s'agit de la variante la plus utilisée du lanceur. Plusieurs sous-séries ont été développées. La version 2C/2D permet de lancer 12 satellites Iridium grâce à une coiffe plus vaste. La version 2C/SM est apparue au début des années 2000 pour le lancement des satellites scientifique Double Star et comporte un étage supérieur à propergol solide.

### Longue Marche 2D

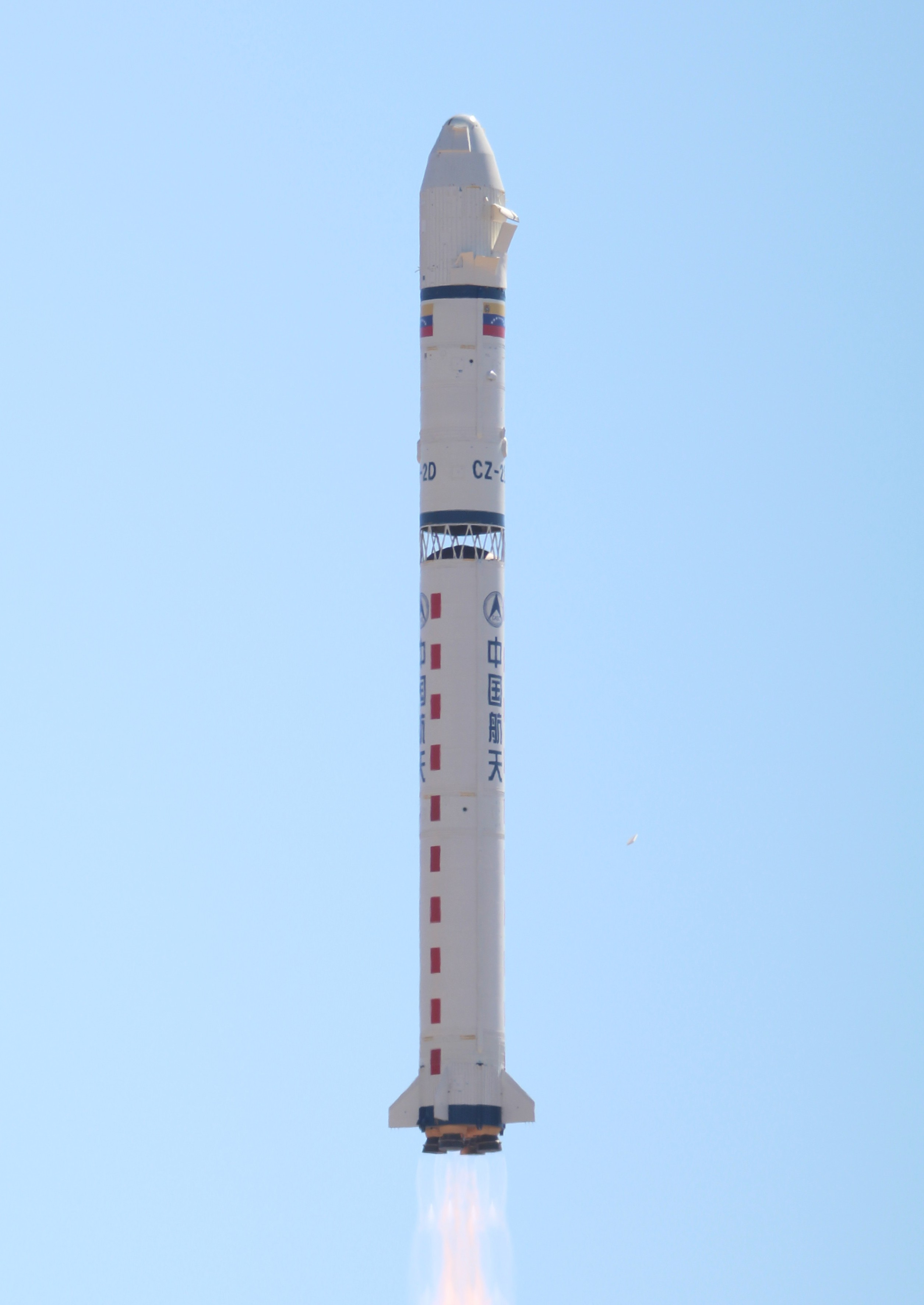
Longue Marche 2D lançant le satellite VRSS-1.

La version 2D est directement dérivé du lanceur tri-étage Longue Marche 4 dont il reprend les deux premiers étages avec des modifications mineures : structures du premier étage plus légères et baie d'équipement améliorée. Le lanceur résultant est plus puissant que la version précédente et permet de placer 3,5 tonnes en orbite basse. Deux types de coiffe sont disponibles.

### Longue Marche 2E
La version 2E a été développée à la fin des années 1980 pour permettre à la Chine de disposer d'un lanceur lourd destiné aux lancements des satellites commerciaux. L'allongement du second étage, l'ajout de quatre propulseurs d'appoint issus des lanceurs Longue Marche permet de placer 9,5 tonnes en orbite basse. Les caractéristiques du lanceur sont très proches de celles de l'Ariane 44L. Un troisième étage à propergol solide de fabrication chinoise permet de lancer des charges allant jusqu'à 3,5 tonnes en orbite de transfert géostationnaire. Ce modèle a rencontré beaucoup de problèmes avec 3 échecs pour 8 lancements. Le lanceur a été retiré du service en 1995 et est remplacé par le Longue Marche 3B aux performances similaires.

### Longue Marche 2F/2G

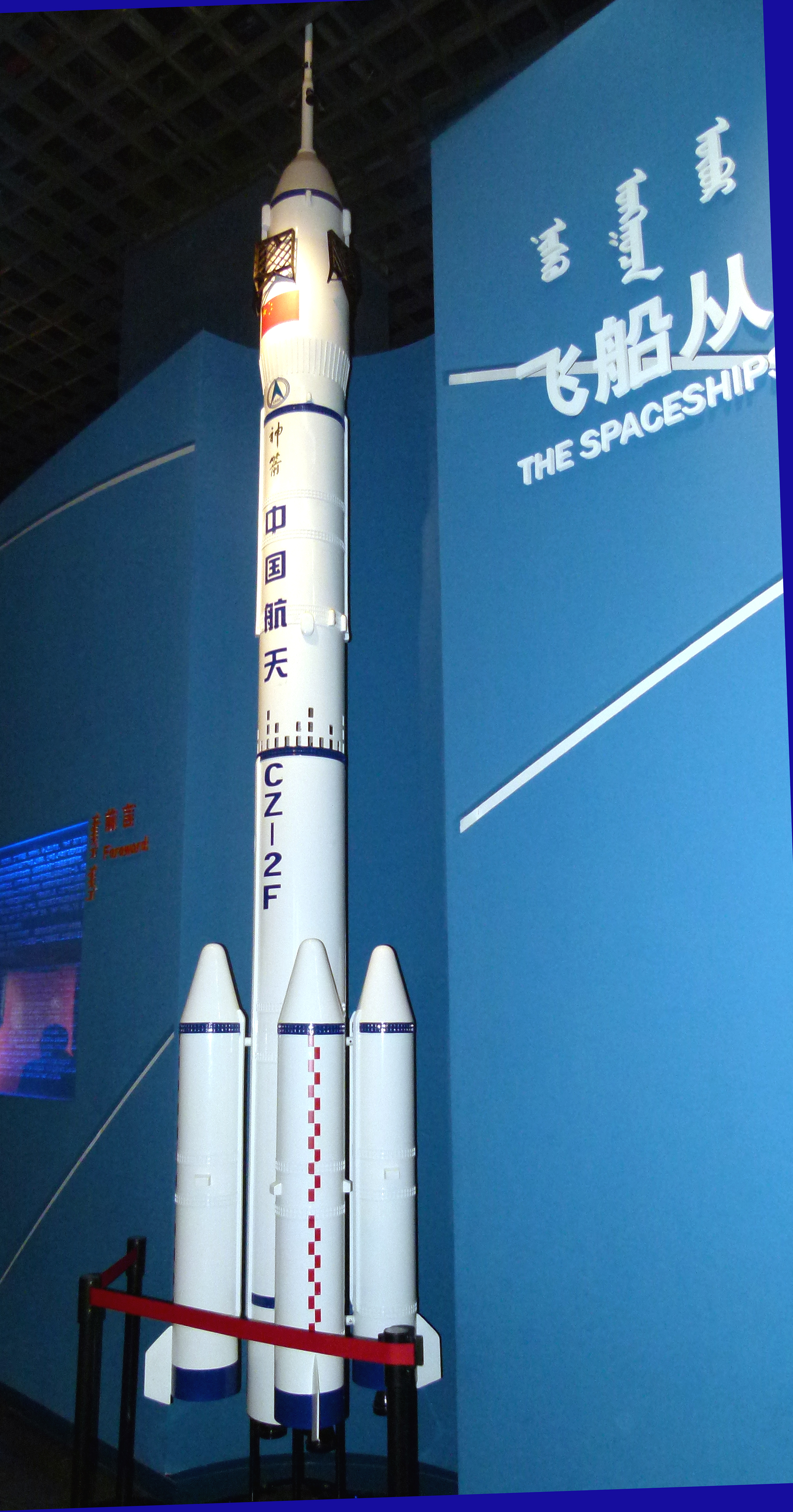
Maquette de la fusée Longue Marche 2-F.

La version 2F apparue en 1999 a été développée pour permettre de lancer le vaisseau spatial habité Shenzhou. Il s'agit d'une version 2E dépourvue de 3e étage et dont la fiabilité a été renforcée par la refonte de l'électronique, l'ajout de redondances et de systèmes de sécurité. La structure du lanceur a été renforcée pour lui permettre de supporter la masse de vaisseau. La version 2G inaugurée avec le lancement de la station spatiale Tiangong 1 dispose d'un système de guidage amélioré couplé à un système GPS qui lui permet d'insérer la charge utile à une altitude plus élevée.

## Caractéristiques techniques

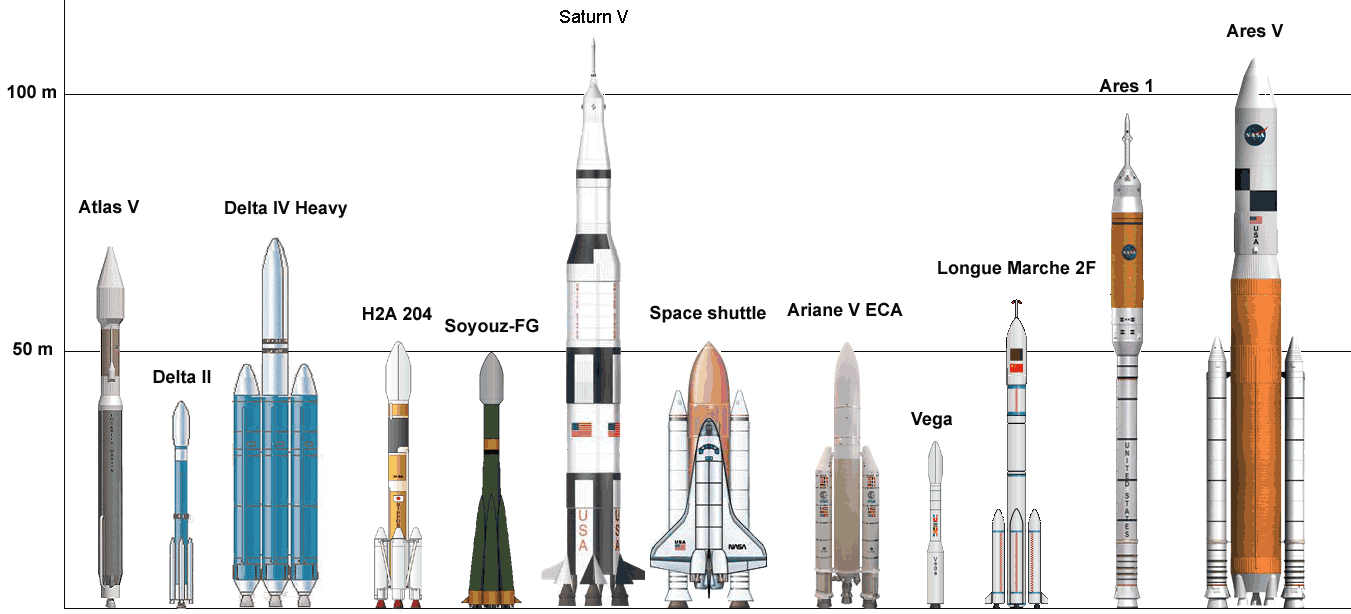
Longue Marche 2F (3e en partant de la droite).

Dans toutes ses versions le lanceur a un diamètre de 3,35 m (hors propulseurs d'appoint). Le premier étage est propulsé par quatre moteurs-fusées montés sur cardan ayant une poussée totale de 278 à 296 tonnes et consommant un mélange d'ergols stockables mais toxiques peroxyde d'azote et UDMH. Le second étage est propulsé par un moteur-fusée non orientable YF-22 de 72 tonnes dans le vide utilisant les mêmes ergols. Les changements d'orientation de l'étage sont pris en charge par quatre moteurs verniers YF-23 de 4 tonnes de poussée. Les différences entre les versions portent essentiellement sur l'allongement des deux premiers étages (2D, 2E), l'ajout d'un troisième étage (2E), et l'accroissement de la fiabilité (2F). Plusieurs coiffes sont proposées en fonction des versions. Le tirs des lanceurs Longue Marche 2 est selon le cas effectuée depuis les trois bases de lancement dont disposent la Chine.
|                             | 2A                 | 2C                                      | 2D                   | 2E                                | 2F                     |
| --------------------------- | ------------------ | --------------------------------------- | -------------------- | --------------------------------- | ---------------------- |
|                             |                    |                                         |                      |                                   |                        |
| 1er lancement               | 1974               | 1982                                    | 1992                 | 1990                              | 1999                   |
| Statut                      | Retirée            | En production                           | En production        | Retirée                           | En production          |
| Utilisation                 | Prototype          | -                                       | -                    | -                                 | Vol habité             |
| Vols/échecs                 | 4/1                | 83/1                                    | 86/1                 | 7/3                               | 22/0                   |
| Charge utile                | orbite basse : 2 t | orbite basse : 2,5 t GTO : 1,44 t       | orbite basse : 3,5 t | orbite basse : 9,2 t GTO : 3,46 t | orbite basse : 8,4 t   |
| Caractéristiques techniques |                    |                                         |                      |                                   |                        |
| Masse                       | 190 t              | 192 t                                   | 232 t                | 460 t                             | 464 t                  |
| Hauteur                     | 32 m               | 35,15 m                                 | 35,07 m              | 49,7 m                            | 62 m                   |
| 1er étage                   | 150,4 t 4 × YF-20A | 153 t 4 × YF-20A                        | 192,7 t 4 × YF-20B   | 196,5 t 4 × YF-20B                | 196,5 t 4 × YF-20B     |
| 2e étage                    | 38,3 t YF-22/23    | 39 t YF-22A/23A                         | 39,55 t YF-25/23     | 91,5 t. YF-25/23                  | 91,5 t YF-25/23        |
| 3e étage                    | -                  | -                                       | -                    | 5,96 t EPKM                       | -                      |
| Accélérateurs               | -                  | -                                       | -                    | 4 × 40,75 t. 4 × YF-20B           | 4 × 40,75 t 4 × YF-20B |
| Coiffe                      |                    | type A 3,1 × 2,2 m type B 7,15 × 3,35 m |                      | 10,5 × 4,2 m                      |                        |

## Liste des lancements

### Nombre de vols par sous versions
| Sous-version | Nombre lancements | Échecs            | Premier lancement | Dernier lancement |
| ------------ | ----------------- | ----------------- | ----------------- | ----------------- |
| 2A           | 4                 | 1                 | 1974              | 1978              |
| 2C           | 11                |                   | 1982              | 1993              |
| 2C (2)       | 2                 |                   | 2004              | 2004              |
| 2C (2) SD    | 7                 |                   | 1997              | 1999              |
| 2C (2) CTS   | 2                 |                   | 2003              | 2004              |
| 2C (3)       | 51                | 1                 | 2004              |                   |
| 2C (3) YZ-1S | 7                 |                   | 2018              |                   |
| 2C (3) SMA   | 3                 |                   | 2008              |                   |
| 2D           | 3                 |                   | 1992              | 1994              |
| 2D (2)       | 80                | 1 (partiel)       | 2003              |                   |
| 2D (2) YZ-3  | 2                 |                   | 2018              |                   |
| 2E           | 7                 | 3 dont 2 partiels | 1990              | 1995              |
| 2F           | 7                 |                   | 1999              |                   |
| 2F/T         | 5                 |                   | 2011              |                   |
| 2F/G         | 10                |                   | 2011              |                   |

### Liste pour laLongue Marche 2A
Durant la période de 1974 à 1978, quatre Longue Marche 2A furent lancées vers l'orbite, et deux ont effectué un vol suborbital, toutes depuis la base de Jiuquan.
| Succès | Succès | Succès | Vol n° | Lanceur | Date de lancement (UTC) | Base de lancement | Charge utile (Masse)  | Type                        | Orbite    | Notes                                                                      |
| ------ | ------ | ------ | ------ | ------- | ----------------------- | ----------------- | --------------------- | --------------------------- | --------- | -------------------------------------------------------------------------- |
|        | ✕      |        | 1      | CZ-2A   | 05/11/1974              | Site 138, Jiuquan | FSW-0 (1) (1 080 kg)  | Satellite de reconnaissance | OBT (LEO) | Échec : Explosion du 2e étage après 69s Premier vol de la Longue Marche 2A |
|        | ✓      |        | 2      | CZ-2A   | 26/11/1975              | Site 138, Jiuquan | FSW-0 n°01 (1 080 kg) | Satellite de reconnaissance | OBT (LEO) |                                                                            |
|        | ✓      |        | 3      | CZ-2A   | 07/12/1976              | Site 138, Jiuquan | FSW-0 n°02 (1 080 kg) | Satellite de reconnaissance | OBT (LEO) |                                                                            |
|        | ✓      |        | 4      | CZ-2A   | 26/01/1978              | Site 138, Jiuquan | FSW-0 n°03 (1 080 kg) | Satellite de reconnaissance | OBT (LEO) | Dernier vol de la Longue Marche 2A                                         |